# Nazarovo
Nazarovo è una città della Russia asiatica, nel kraj di Krasnojarsk. La città è stata fondata nel 1700 ed è bagnata dal fiume Čulym, un affluente di destra dell'Ob'.
Nel 2010 la popolazione della città di Nazarovo, secondo i dati del censimento, ammontava 52 790 abitanti.
| 1959   | 1970   | 1979   | 1989   | 1992   | 2002   | 2007   | 2008   | 2010   | 2017   |
| ------ | ------ | ------ | ------ | ------ | ------ | ------ | ------ | ------ | ------ |
| 29 700 | 44 200 | 53 700 | 64 400 | 65 700 | 54 900 | 53 900 | 53 593 | 52 790 | 50 397 |